# Взвод (фільм)
«Взвод» (англ. Platoon) — драма Олівера Стоуна про війну у В'єтнамі. Картина нагороджена чотирма преміями «Оскар» у категоріях «Найкращий фільм», «Найкраща режисура», «Найкращий звук» та «Найкращий монтаж». На 37-му Берлінському кінофестивалі 1987 року фільм отримав приз «Срібний ведмідь» за найкращу режисуру. Станом на 1 березня 2024 року фільм займав 220-ту позицію у списку 250 кращих фільмів за версією IMDb.

## Сюжет
Фільм присвячений подіям війни у В'єтнамі та має автобіографічний характер (в образі головного героя Кріса Тейлора Олівер Стоун показав самого себе). Дія відбувається в 1967–1968 рр. у Південному В'єтнамі на кордоні з Камбоджею. Показана історія одного взводу зі складу 25-ї піхотної дивізії США, надані короткі характеристики кожного зі службовців та показані стосунки між ними. Взвод розділений на дві неофіційні групи, які очолюють сержанти Роберт Барнс та Елайас Гродін. Два сержанти уособлюють собою два різних варіанти адаптації людини до жахів війни, що веде до моральної деградації у тій чи іншій формі.

## У ролях
| Актор           | Роль                   |
| --------------- | ---------------------- |
| Чарлі Шин       | рядовий Кріс Тейлор    |
| Том Беренджер   | сержант Боб Барнс      |
| Віллем Дефо     | сержант Елайас Гродін  |
| Кіт Девід       | Кінг                   |
| Джон Макгінлі   | сержант Ред О'Ніл      |
| Форест Вітакер  | Великий Гарольд        |
| Франческо Квінн | рядовий Рамуччі (Ра)   |
| Кевін Діллон    | Банні                  |
| Девід Нейдорф   | Текс                   |
| Коркі Форд      | Менні                  |
| Боб Орвіг       | Гарднер                |
| Кріс Педерсен   | Кроуфорд               |
| Джонні Депп     | рядовий Гейторе Лернер |
| Корі Гловер     | Франсіс                |
| Марк Мозес      | лейтенант Вулф         |
| Тоні Тодд       | Уоррен                 |
| Дейл Дай        | капітан Гарріс         |

## Художні особливості
Фільму багато у чому властивий символізм. Попри те, що у цілому «Взвод» вважають одним із найкращих фільмів про війну у В'єтнамі, він не позбавлений деяких фактичних помилок (не рахуючи неминучих «кіноляпів»). Деякі американські ветерани війни критикували Стоуна за гіперболізацію та зайву драматизацію. «Взвод» став першим фільмом у так званій «в'єтнамській трилогії» Стоуна, за ним пішли «Народжений четвертого липня» та «Небеса та земля».

## Музика
- Твір, що є основною музичною темою фільму, називається «Adagio for Strings», його написав Семюел Барбер, причому написаний він був ще в 1936 році.
- Також у фільмі звучать композиції:
  - Jefferson Airplane — «White Rabbit» ;
  - Merle Haggard — «Okie From Muskogee».
- Накурені солдати в одній зі сцен фільму підспівують пісні «Tracks of My Tears», що звучить з магнітофона, групи Smokey Robinson & the Miracles
- Аудіосемпли деяких діалогів з фільму використані у пісні «Flashback»  з альбому «The Land of Rape and Honey» (1988) групи Ministry, а також у пісні  «Coppin z' s»  групи Graf Orlock.
- Трейлер до фільму записаний під пісню групи The Miracles — The Tracks of My Tears.

## Нагороди та номінації
- «Оскар» за найкращий фільм, 1986;
- «Оскар» за найкращу режисуру (Олівер Стоун), 1986;
- «Оскар» за найкращий звук (Саймон Кей, Джон Вілкінсон та Річард Роджерс), 1986;
- «Оскар» за найкращий монтаж (Клейр Сімпсон), 1986;
- «Золотий глобус» за найкращий фільм (драма), 1986;
- «Золотий глобус» за найкращу режисуру (Олівер Стоун), 1986;
- «Срібний ведмідь» за найкращу режисуру (Олівер Стоун), 1987;

Номінувався 1986 року на «Оскар» у категоріях:
- найкращий актор другого плану (Том Беренджер та Віллем Дефо);
- найкраща операторська робота (Роберт Річардсон);
- найкращий оригінальний сценарій (Олівер Стоун);

Фільм «Взвод» входить до списку 250 найрейтинговіших фільмів IMDb (IMDb Top 250).

## Факти
- Багато ветеранів, які пройшли війну, відзначають дуже низьку правдивість фільму[3].
- Міністерство оборони США відмовилося надавати будь-яку допомогу у створенні фільму, порахувавши його «непатріотичним».
- Під час знімання фільму актори спробували дійсно палити марихуану для досягнення більшої правдивості, але досягли зворотного ефекту — у такому стані вони виявилися нездатні грати свої ролі.
- Олівер Стоун з'являється у фільмі у епізодичній ролі офіцера в бункері.
- Перед зніманням Стоун змусив акторів пройти короткий курс військового вишколу.
- Через два роки після виходу фільму була випущена відеогра «Platoon» для ряду платформ, розроблена за мотивами фільму.
- Найзнаменитіша сцена фільму — сцена розстрілу сержанта Елайеса, що тікає, солдатами В'єтконгу, після чого він підкидає руки вгору до гелікоптера, стала найголовнішим кіноляпом, оскільки під час знімання на тілі Віллема Дефо не спрацював жоден з вибухових пакетів з кров'ю. Проте Дефо так емоційно зіграв, що Олівер Стоун вирішив не перезнімати її. Згодом Віллем Дефо за роль Елайеса Гродін був номінований на «Оскар», багато у чому завдяки відмінній грі у цій сцені з розстрілом.
- Фінальні сцени з нічною битвою засновані на реальних подіях Новорічної битви 1968 року, в якій брав участь сам режисер.